# قطار المساء إلى لشبونة
قطار الليل إلى لشبونة (بالإنجليزية: Night Train to Lisbon)‏ هو فيلم إثارة أُصدر في سويسرا وألمانيا سنة 2013. الفيلم من إخراج بيل أوغست وكتابة أولريش هيرمان وجريج ليتر. بطولة جيرمي أيرونز، ميلاني لوران، برونو غانس، كرستوفر لي ولينا أولين.

## طاقم التمثيل
- جيرمي أيرونز في دور ريموند غريغوروس
- ميلاني لوران في دور إستيفانيا (صغيرة)
- برونو غانس في دور جورج أوكيلي (كبير)
- كرستوفر لي في دور الجد بارتولومو
- لينا أولين في دور ستيفينيا (كبيرة)

## وصلات خارجية
- Night Train to Lisbon الموقع الرسمي
- قطار المساء إلى لشبونة على موقع IMDb (الإنجليزية)
- قطار المساء إلى لشبونة على موقع ميتاكريتيك (الإنجليزية)
- قطار المساء إلى لشبونة على موقع روتن توميتوز (الإنجليزية)
- قطار المساء إلى لشبونة على موقع نتفليكس (الإنجليزية)
- قطار المساء إلى لشبونة على موقع قاعدة بيانات الأفلام العربية
- قطار المساء إلى لشبونة على موقع ألو سيني (الفرنسية)
- قطار المساء إلى لشبونة على موقع Turner Classic Movies (الإنجليزية)
- قطار المساء إلى لشبونة على موقع أول موفي (الإنجليزية)
- قطار المساء إلى لشبونة على موقع فيلمافينيتي (الإسبانية)
- قطار المساء إلى لشبونة على موقع قاعدة بيانات الأفلام السويدية (السويدية)